# Brikama
Brikama è una città del Gambia situata immediatamente a sud della capitale Banjul.
Brikama, con i suoi circa 84.600 abitanti, è una delle principali città del paese. È nota per il suo polo scolastico. Vi si trovano gli uffici amministrativi della Divisione Occidentale.